# Просалов, Анатолий Геннадьевич
Анато́лий Генна́дьевич Проса́лов (род. 7 апреля 1985 года, Ворошиловград, Украинская ССР, СССР) — российский актёр театра и кино.

## Биография
Анатолий Просалов родился 7 апреля 1985 года в городе Ворошиловграде (ныне — Луганск) Украинской ССР. Отец — Просалов Геннадий Иванович (род. 1951), геодезист. Мать — Просалова (Гнутова) Наталья Павловна (род. 1954), врач-лаборант. Брат — Просалов Евгений Геннадьевич (род. 1975).
В школьные годы Анатолий занимался акробатикой, плаванием, танцами, рисованием, в театральной студии Молодёжного театра Луганска «МЭТЛУГ».
В 2001 году поступил в Луганский колледж культуры и искусств (специализация «Зрелищно-театрализованные мероприятия»). После двух лет обучения, в 2003 году, поступил в Киевский национальный университет театра, кино и телевидения имени И.К. Карпенко-Карого на русский актёрский курс Николая Рушковского. В ноябре 2004 года и в марте 2007 года в рамках Программы государственной и общественной поддержки русских театров стран СНГ и Балтии Союза театральных деятелей России, при финансовой поддержке Посольства России на Украине и лично Виктора Черномырдина вместе с однокурсниками проходил студенческую практику в театрах Москвы и Санкт-Петербурга. В 2007 году, после окончания университета, был принят в труппу Московского молодёжного театра п/р В. Спесивцева и переехал в Москву.
В 2006 году Анатолий Просалов дебютировал в кино, сыграв одну из главных ролей, подпоручика Ромашова, в российском телесериале «Юнкера». Для этой роли актёру пришлось обучаться военной строевой подготовке, верховой езде, фехтованию..
С февраля 2009 года Анатолий в труппе Московского драматического театра имени Н.В. Гоголя. Дебютом на гоголевской сцене стала роль Георгия Эфрона, сына Марины Цветаевой, в спектакле «Мур, сын Цветаевой» по пьесе Ольги Кучкиной в постановке Сергея Яшина.
С мая 2009 года — член Гильдии актёров кино СК РФ.
Летом 2012 года Анатолий Просалов окончил курс повышения квалификации в Летней киноакадемии Никиты Михалкова, проходившей в Государственном театре киноактёра, и завершившей свою работу в городе Гороховец Владимирской области, где Никита Михалков снимал свой фильм «Солнечный удар»..
В 2023 году окончил магистратуру Театрального института имени Бориса Щукина (курс В.М. Маркина и А.Ю. Левицкого) и начал обучение в ассистентуре-стажировке на кафедре мастерства актёра.

## Творчество

### Роли в театре

#### Учебный театрКНУТКиТ им. И.К. Карпенко-Карого
- 2006 — «Романтики» Эдмона Ростана. Режиссёр: Наталья Кудрявцева — Странствующий актёр
- 2006 — «Забыть Герострата!» Г. И. Горина. Режиссёр: Владимир Бугаёв  — Крисипп - ростовщик
- 2007 — «Дети солнца» Максима Горького. Режиссёр: Николай Рушковский — Борис Николаевич Чепурной

#### Учебный театрТИ им. Б. Щукина
- 2022 — «Чудаки на подмостках» по рассказам А. Т. Аверченко. Режиссёр: Валерий Маркин — Коммивояжёр
- 2023 — «Две комедии» по пьесам Н. А. Некрасова и В. А. Соллогуба. Режиссёры: Павел Любимцев и Анна Дубровская — Ласуков, помещик

#### Молодёжный театр п/р В. Спесивцева
- 2007 — «На дне» Максима Горького. Режиссёр: Вячеслав Спесивцев — Васька Пепел - вор, 28 лет
- 2007 — «Горе от ума» А. С. Грибоедова. Режиссёр: Вячеслав Спесивцев — Александр Андреевич Чацкий, молодой дворянин, воспитывавшийся в доме Фамусова
- 2008 — «Вечера на хуторе близ…» по повестям Н. В. Гоголя. Режиссёр: Вячеслав Спесивцев — Голова
- 2008 — «Ревизор» Н. В. Гоголя. Режиссёр: Вячеслав Спесивцев — Хлопов / Шпекин / Ляпкин-Тяпкин
- 2008 — «И выбери жизнь!..» по рассказам М. Н. Задорнова. Режиссёр: Вячеслав Спесивцев — Иностранец

#### Московский драматический театр имени Н. В. Гоголя
- 2009 — «Мур, сын Цветаевой» О. А. Кучкиной. Режиссёр: Сергей Яшин — Георгий Эфрон[6][7][8][9][10]
- 2009 — «Бешеные деньги» А. Н. Островского. Режиссёр: Сергей Яшин — Человек
- 2009 — «Ночь перед Рождеством» Н. В. Гоголя. Режиссёр: Сергей Яшин — Дьяк
- 2010 — «Тётка Чарлея» Брендона Томаса[англ.]. Режиссёр: Сергей Яшин — Студент Оксфорда
- 2011 — «Дураки на периферии» А. П. Платонова. Режиссёр: Сергей Яшин — Мальчик, сын милиционерши
- 2012 — «Безобразная Эльза» Э. Рислакки. Режиссёр: Борис Голубовский — Пэртти Орас, скульптор
- 2022 — «Девять» по мотивам фильма «Девять дней одного года» М. И. Ромма. Режиссёр: Сергей Виноградов — Херувимов / Гость на свадьбе / Официант / Донор
- 2023 — «Сон в летнюю ночь» Уильяма Шекспира. Режиссёр: Антон Яковлев — Тезей, герцог афинский
- 2023 — «Воскресение» Л. Н. Толстого. Режиссёр: Павел Пархоменко — Прокурор / Колосов / Генерал
- 2023 — «Призраки Марса» по рассказам Рэя Брэдбери. Режиссёр: Кирилл Ковбас — Джонс
- 2023 — «Театр Гоголя: дорожные истории» Валерии Гуменюк и Николая Ковбаса. Режиссёр: Кирилл Ковбас — Начальник станции
- 2024 — «Соборяне» Н. С. Лескова. Режиссёр: Полина Агуреева — Отец Троадий, цензор / Метта Ивановна, карлица генеральши
- 2024 — «Шинель» Н. В. Гоголя. Режиссёр: Арина Бессергенева — Чиновник / Петрович / Грабитель

#### Театральные проекты
- 2014 — «Капитанская дочка» А. С. Пушкина. Режиссёр: Сергей Яшин — Пётр Андреевич Гринёв (Театр «Галактика»)
- 2014 — «Попутчики» по рассказам В. М. Шукшина. Режиссёр: Михаил Фейгин — Командировочный, Он (Центр драматургии и режиссуры)
- 2015 — «Друзья из Простоквашино» Э. Н. Успенского. Режиссёр: Дмитрий Бурханкин — Кот Матроскин («Оптимистический театр»)
- 2015 — «Дорогая Памела, или Как пришить старушку» Джона Патрика. Режиссёр: Дмитрий Бурханкин — Джо Янки («Оптимистический театр»)
- 2019 — «Четыре встречи, которых не было». Автор и режиссёр: Екатерина Лисовая — Володя (антреприза)
- 2022 — «Сказ о Борисе и Глебе» А. В. Чайковского и М. Е. Дурненкова. Режиссёр: Павел Сафонов — Актёр миманса («Русское концертное агентство»)
- 2024 — «Такой разный Чехов!» по рассказам А. П. Чехова. Режиссёр: Мария Оссовская — Чтец (Московский театр чтеца)
- 2024 — «Хармс, Аверченко, Тэффи и другие». Режиссёр: Мария Оссовская — Чтец (Московский театр чтеца)

#### Режиссёрские работы
- 2023 — «Волшебные часы» Валерии Гуменюк. Режиссёр-постановщик. (МДТ им. Н.В. Гоголя).
- 2023 — «Театр Гоголя: дорожные истории» Валерии Гуменюк и Николая Ковбаса. Ассистент режиссёра. (МДТ им. Н.В. Гоголя).

### Фильмография
| Год  |     | Название               | Роль                                     |
| ---- | --- | ---------------------- | ---------------------------------------- |
| 2007 | с   | Юнкера                 | Ромашов, подпоручик                      |
| 2008 | с   | Жизнь, которой не было | Посыльный                                |
| 2008 | с   | Срочно в номер-2       | Официант                                 |
| 2009 | с   | Отблески               | Арсений                                  |
| 2010 | с   | Самая счастливая       | Андрей                                   |
| 2010 | док | Зворыкин-Муромец       | Зворыкин в молодости                     |
| 2010 | с   | Буду верной женой      | Андреев, старший лейтенант               |
| 2011 | с   | Карамель               | Парень в кафе                            |
| 2012 | ф   | Подпоручикъ Ромашовъ   | Ромашов, подпоручик                      |
| 2012 | кор | Актёрская гибель       | Адабашев                                 |
| 2013 | кор | Почему люди не летают  | Петя                                     |
| 2014 | с   | Палач                  | Даниил Лебедев, первая любовь Малышкиной |
| 2015 | с   | Дневник Луизы Ложкиной | Пациент                                  |
| 2015 | с   | Мент в законе-9        | Шилов                                    |
| 2017 | с   | Двойная сплошная-2     | Юрий Ерёмин                              |
| 2017 | с   | Неизвестный            | Илья Гончар                              |
| 2017 | с   | Охота на дьявола       | Сотрудник французской контрразведки DST  |
| 2018 | с   | От ненависти до любви  | Иван                                     |
| 2018 | с   | Приставы               | Агапов                                   |
| 2019 | с   | Екатерина. Самозванцы  | Капитан драгун                           |
| 2019 | ф   | Лови момент            | Ведущий                                  |
| 2021 | ф   | Чернобыль              | Отец девочки в автобусе                  |
| 2021 | с   | Всё, как у людей       | майор полиции Викулов                    |
| 2021 | с   | Идеалист               | Курьер                                   |
| 2021 | с   | Контейнер              | Сотрудник УСБ                            |
| 2021 | с   | Скорая помощь-4        | Врач                                     |
| 2022 | с   | Рикошет-2              | Полицейский                              |
| 2023 | с   | Контакт. Второй сезон  | Бабиков                                  |
| 2023 | кор | Бафомет                | Врач                                     |
| 2024 | кор | Произведение искусства | Именинник                                |
| 2024 | с   | Скорая помощь-7        | Врач                                     |
| 2025 | с   | Смерш-3                | Богуслав                                 |
| 2025 | кор | Гильотинка правосудия  | Заключëнный                              |
| 2025 | с   | Виноград               | Виталик, охранник яхт-клуба              |
| 2025 | ф   | Тайна адмирала Ушакова | Анри Фринган                             |
| 2025 | с   | Порода                 | Андрей Мельник                           |

### Телевидение
2020 — «СОЦИАЛЬНЫЙ ЭКСПЕРИМЕНТ: кто остановит пьяного водителя?» (ТОК) — Ведущий

### Реклама
2021 — «Помощь всегда приедет вовремя» — Национальный проект «Здравоохранение»

### Клипы
2012 — Valentina — Между Нами
2020 — Мафик & Маракеш — Шляйся
2024 — Lori! Lori! — Кислота
2025 — Татьяна Захаренко — Солдат

## Признание и награды
- 2010 — призёр Благотворительного актёрского фонда имени И. М. Смоктуновского «Золотой Пеликан» за роль Георгия Эфрона в спектакле «Мур, сын Цветаевой».
- 2012 — призёр IX Международного фестиваля военно-патриотического фильма имени С. Ф. Бондарчука «Волоколамский рубеж» в номинации «Лучшая мужская роль» — за роль Ромашова в фильме «Подпоручикъ Ромашовъ»[13].